# Campeonato Mundial de Judo de 2014
El XXXIV Campeonato Mundial de Judo se celebró en Cheliábinsk (Rusia) entre el 25 y el 30 de agosto de 2014 bajo la organización de la Federación Internacional de Judo (IJF) y la Federación Rusa de Judo. 
Las competiciones se realizaron en la Arena Traktor de la ciudad rusa. 

## Medallistas

### Masculino
| Evento          | Oro                             | Plata                           | Bronce                                                                 |
| --------------- | ------------------------------- | ------------------------------- | ---------------------------------------------------------------------- |
| –60 kg (25.08)  | Ganbatyn Boldbaatar Mongolia    | Beslan Mudranov · Rusia         | Amiran Papinashvili Georgia Naohisa Takato Japón                       |
| –66 kg (26.08)  | Masashi Ebinuma Japón           | Mijail Puliayev · Rusia         | Kamal Jan-Magomedov · Rusia · Heorhi Zantaraya · Ucrania               |
| –73 kg (27.08)  | Riki Nakaya Japón               | Hong Kuk-Hyon Corea del Norte   | Musa Mogushkov · Rusia · Victor Scvorțov · Emiratos Árabes Unidos      |
| –81 kg (28.08)  | Avtandil Chrikishvili Georgia   | Antoine Valois-Fortier · Canadá | Ivan Nifontov · Rusia · Loïc Pietri · Francia                          |
| –90 kg (29.08)  | Ilías Iliadis · Grecia          | Krisztián Tóth · Hungría        | Varlam Liparteliani · Georgia · Kiril Voprosov · Rusia                 |
| –100 kg (30.08) | Lukáš Krpálek · República Checa | José Armenteros · Cuba          | Karl-Richard Frey · Alemania · Ivan Remarenco · Emiratos Árabes Unidos |
| +100 kg (30.08) | Teddy Riner Francia             | Ryu Shichinohe Japón            | Renat Saidov · Rusia · Rafael Silva · Brasil                           |

### Femenino
| Evento         | Oro                             | Plata                   | Bronce                                                   |
| -------------- | ------------------------------- | ----------------------- | -------------------------------------------------------- |
| –48 kg (25.08) | Ami Kondo Japón                 | Paula Pareto Argentina  | Amandine Buchard · Francia · María Celia Laborde · Cuba  |
| –52 kg (26.08) | Majlinda Kelmendi Kosovo        | Andreea Chițu · Rumania | Natalia Kuziutina · Rusia · Érika Miranda · Brasil       |
| –57 kg (27.08) | Nae Udaka Japón                 | Telma Monteiro Portugal | Automne Pavia · Francia · Sanne Verhagen · Países Bajos  |
| –63 kg (28.08) | Clarisse Agbegnenou Francia     | Yarden Gerbi Israel     | Miku Tashiro Japón Tina Trstenjak Eslovenia              |
| –70 kg (29.08) | Yuri Alvear Orejuela · Colombia | Karen Nun-Ira Japón     | Onix Cortés Aldama · Cuba · Katarzyna Kłys · Polonia     |
| –78 kg (29.08) | Mayra Aguiar · Brasil           | Audrey Tcheuméo Francia | Kayla Harrison Estados Unidos Anamari Velenšek Eslovenia |
| +78 kg (30.08) | Idalys Ortiz Bocourt · Cuba     | Maria Altheman · Brasil | Émilie Andéol Francia Megumi Tachimoto Japón             |

## Medallero
| Núm. | País                   | Oro | Plata | Bronce | Total |
| ---- | ---------------------- | --- | ----- | ------ | ----- |
| 1    | Japón                  | 4   | 2     | 3      | 9     |
| 2    | Francia                | 2   | 1     | 4      | 7     |
| 3    | Brasil                 | 1   | 1     | 2      | 4     |
| 3    | Cuba                   | 1   | 1     | 2      | 4     |
| 5    | Georgia                | 1   | 0     | 2      | 3     |
| 6    | Colombia               | 1   | 0     | 0      | 1     |
| 6    | Grecia                 | 1   | 0     | 0      | 1     |
| 6    | Kosovo                 | 1   | 0     | 0      | 1     |
| 6    | Mongolia               | 1   | 0     | 0      | 1     |
| 6    | República Checa        | 1   | 0     | 0      | 1     |
| 11   | Rusia                  | 0   | 2     | 6      | 8     |
| 12   | Argentina              | 0   | 1     | 0      | 1     |
| 12   | Canadá                 | 0   | 1     | 0      | 1     |
| 12   | Corea del Norte        | 0   | 1     | 0      | 1     |
| 12   | Hungría                | 0   | 1     | 0      | 1     |
| 12   | Israel                 | 0   | 1     | 0      | 1     |
| 12   | Portugal               | 0   | 1     | 0      | 1     |
| 12   | Rumania                | 0   | 1     | 0      | 1     |
| 19   | Emiratos Árabes Unidos | 0   | 0     | 2      | 2     |
| 19   | Eslovenia              | 0   | 0     | 2      | 2     |
| 21   | Alemania               | 0   | 0     | 1      | 1     |
| 21   | Estados Unidos         | 0   | 0     | 1      | 1     |
| 21   | Países Bajos           | 0   | 0     | 1      | 1     |
| 21   | Polonia                | 0   | 0     | 1      | 1     |
| 21   | Ucrania                | 0   | 0     | 1      | 1     |
|      | TOTAL                  | 14  | 14    | 28     | 56    |

1. 1 2  Los judokas de nacionalidad kosovar participaron bajo la bandera de la Federación Internacional de Judo.